# Dame Traoré
Dame Traoré (Metz, 19 maggio 1986) è un calciatore francese naturalizzato qatariota di origine guineana e senegalese, difensore dell'Al-Gharafa.

## Biografia
È fratello di Mody e Mamadou Traoré, entrambi calciatori.